# Heinz Göllnitz
Heinz Göllnitz (* 6. Juni 1935 in Chemnitz; † 2. April 2014) war ein deutscher Mathematiker und Manager.
Göllnitz studierte ab 1953 an der Universität Jena und ab 1958 an der Universität Göttingen Mathematik, erhielt dort 1960 sein Diplom und wurde dort 1964 bei Max Deuring promoviert (Partitionen mit Differenzenbedingungen). 1960 bis 1965 war er am Max-Planck-Institut für Strömungsforschung in Göttingen bei Walter Tollmien. Danach war er bei Messerschmitt-Bölkow-Blohm, wo er 1974 Leiter des Bereichs Raumfahrt wurde. 1976 wurde er Geschäftsführer der Hilti Entwicklungsgesellschaft und 1985 Mitglied der Geschäftsleitung bei den Buck Chemisch-Technischen Werken in Bad Reichenhall und Leiter von deren Entwicklungszentrum. 1989 hatte er die Technische Leitung bei der BERU AG in Ludwigsburg inne.
Er ist bekannt für das Göllnitz-Theorem und die Göllnitz-Gordon-Identitäten (unabhängig von Basil Gordon 1965 wiedergefunden), Verallgemeinerungen der Rogers-Ramanujan-Identitäten. Die Arbeiten dazu stammen noch aus seiner Diplomarbeit (unveröffentlicht). Bei Gordon und Göllnitz waren sie als Identitäten zwischen Partitionen formuliert, die analytischen Gegenstücke waren aber schon Ramanujan bekannt (lost notebook) und finden sich in der Liste der verallgemeinerten Rogers-Ramanujan-Identitäten von Lucy Joan Slater (1952).